# Еспен Андерсен
Еспен Андерсен (норв. Espen Andersen; нар. 28 жовтня 1993) — норвезький лижний двоборець, олімпійський медаліст, призер чемпіонату світу. 
Срібну олімпійську медаль Андерсен виборов у складі норвезької команди в естафеті великий трамплін + 4х5 км на Пхьончханській олімпіаді 2018 року.
Срібну медаль чемпіонату світу Андерсен здобув у конандному спринті на світовій першості 2021 року, що проходила в німецькому Оберстдорфі. 

## Виноски
1. ↑  International Ski and Snowboard Federation database
2. ↑  Olympedia — 2006.
3. ↑  Team large hill/4 × 5 km results